# 934 Thüringia
A 934 Thüringia (ideiglenes jelöléssel 1920 HK) a Naprendszer kisbolygóövében található aszteroida. Walter Baade fedezte fel 1920. augusztus 15-én, Bergedorfban.